# 루키우스 플라우티우스 라미아 실바누스
루키우스 플라우티우스 라미아 실바누스 (Lucius Plautius Lamia Silvanus, 110년경 – 145년 이후)는 로마의 원로원 의원이다.

## 생애
그는 145년 3월부터 4월까지 눈미디움 기간 동안 루키우스 포블리콜라 프리스쿠스를 동료 집정관으로 둔 보좌 집정관이었다.
실바누스는 루키우스 푼다니우스 라미아 아일리아누스와 그의 부인 루필리아 사이에서 태어난 아들이었다. '히스토리아 아우구스타'에 따르면, 실바누스는 안토니누스 피우스와 대 파우스티나의 딸인 아우렐리아 파딜라 (135년 사망)와 혼인했다고 한다.
'히스토리아 아우구스타'는 고르디아누스 1세의 아내인 파비아 오레스틸라가 실바누스의 후손이기도 하던 그녀의 아버지 풀부스 안토니누스를 통해 안토니누스 피우스의 후손이었다고 주장한다. 현대 역사가들은 이에 대한 정보가 잘못되었다라며 부정하는데 이들은 고르디아누스의 아내가 그리스 출신의 소피스트이자 집정관, 가정 교사이던 헤로데스 아티쿠스의 손녀라고 여긴다.